# Mirikizumab
Il mirikizumab, il cui nome commerciale è Omvoh, è un anticorpo monoclonale umanizzato, di origine murina, che ha per target l'interleuchina 23, citochina con un ruolo importante nei processi infiammatori.
L'uso del mirikizumab è stato approvato nell'Unione europea nel maggio 2023 e negli Stati Uniti nell'ottobre dello stesso anno.

## Usi
L'anticorpo è usato prevalentemente nel trattamento della rettocolite ulcerosa di entità media o grave in pazienti adulti risultati refrattari, del tutto o in parte, alla terapia convenzionale. Nel 2025 la Food and Drug Administration ha approvato la terapia con il mirikizumab anche nei casi di malattia di Crohn in forma attiva, di media o alta gravità, in pazienti adulti.

## Effetti collaterali
I più frequenti effetti indesiderati dell'assunzione del mirikizumab sono infezioni delle alte vie aeree (raffreddore, faringite), cefalea, rash cutaneo e, in caso di iniezione sottocutanea, reazioni locali di ipersensibilità.